# Ibalonius dubius
Ibalonius dubius is een hooiwagen uit de familie Podoctidae. De originele naamcombinatie (protoniem) is Philibalonius dubius Goodnight & Goodnight 1948. Een volgende naamrecombinatie werd gepubliceerd als Ibalonius dubius (Goodnight & Goodnight, 1948) in Kury et al. 2020. Een junior subjectief synoniem is Ibalonius rainbowi Forster 1949 in Kury et al. 2020. Een volgende naamrecombinatie in sommige online bronnen was "Ibalonianus rainbowi", maar blijkbaar niet overgenomen in taxonomische publicaties.